# Sunčane Skale
Sunčane Skale is een muziekfestival dat elke zomer in de plaats Herceg Novi in Montenegro plaatsvindt. Het festival werd voor het eerst gehouden in 1994.

## Het festival
Het festival duurt drie dagen. Elke dag wordt er een prijs uitgereikt. De winnaars worden bepaald via een puntensysteem. Op de eerste dag wordt de Prinčeva-nagrada-prijs uitgereikt. Op de tweede dag de prijs voor nieuw talent en op de derde dag wordt het zomerlied gekozen via de Pjesma-ljeta-prijs.

## Winnaars
Hieronder volgt een lijst van winnaars van de Pjesma-ljeta-prijs:
- 1994 - Maja Nikolić - Baš sam se zaljubila
- 1995 - Filip Žmaher
- 1996 - Leontina Vukomanović - Jedna od sto
- 1997 - Zorana Pavić - Hoću da umrem dok me voliš
- 1998 - Vlado Georgiev - Ako ikad ostarim
- 2000 - Tifa and Makadam - Evo ima godina
- 2001 - Ivana Banfić - Sad je kasno
- 2002 - Tijana Dapčević - Negativ
- 2003 - Bojan Marović - Tebi je lako
- 2004 - Romana Panić - Nikad i zauvijek
- 2005 - Goran Karan - Ružo moja bila
- 2006 - Milena Vučić - Da l' ona zna
- 2007 - Lejla Hot - Suza stihova
- 2008 - Aleksandra Bučevac - Ostani
- 2009 - Kaliopi and Naum Petreski - Rum dum dum
- 2010 - Dado Topić and Anita Popović - Govore mojim glasom anđeli
- 2011 - Qpid - Under the radar
- 2012 - J-DA - Gel gel
- 2013 - Teška industrija & Kemal Monteno - Majske kiše